# Municipio de Hickory Ridge (condado de Phillips)
El municipio de Hickory Ridge (en inglés: Hickory Ridge Township) es un municipio ubicado en el condado de Phillips en el estado estadounidense de Arkansas. En el año 2010 tenía una población de 1550 habitantes y una densidad poblacional de 19,24 personas por km².

## Geografía
El municipio de Hickory Ridge se encuentra ubicado en las coordenadas 34°35′11″N 90°56′11″O / 34.58639, -90.93639. Según la Oficina del Censo de los Estados Unidos, el municipio tiene una superficie total de 80.55 km², de la cual 80,46 km² corresponden a tierra firme y (0,11 %) 0,09 km² es agua.

## Demografía
Según el censo de 2010, había 1550 personas residiendo en el municipio de Hickory Ridge. La densidad de población era de 19,24 hab./km². De los 1550 habitantes, el municipio de Hickory Ridge estaba compuesto por el 39,16 % blancos, el 58,77 % eran afroamericanos, el 0,19 % eran amerindios, el 0,13 % eran asiáticos, el 0,52 % eran de otras razas y el 1,23 % eran de una mezcla de razas. Del total de la población el 1,1 % eran hispanos o latinos de cualquier raza.